# Indianapolis 500 1920

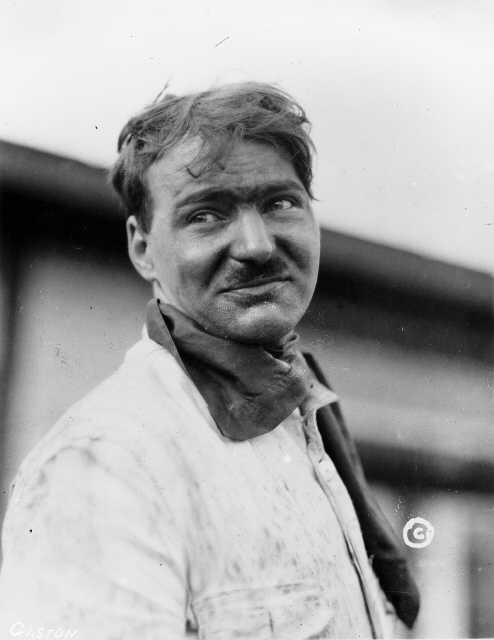
Gaston Chevrolet gewann das Indy 500 im Jahr 1920

Das 8. Indianapolis 500 (offiziell 8th 500 Mile International Sweepstakes Race) auf dem Indianapolis Motor Speedway fand am 31. Mai 1920 statt.

## Hintergrund
Das Rennen ging über eine Distanz von 200 Runden à 4,023 km, was einer Gesamtdistanz von 804,672 km entspricht. Aus der Pole-Position startete Ralph de Palma mit einer Vierrunden-Durchschnittszeit von 6:03.08 Min. oder 99,15 mph (159,56 km/h). Im Jahr zuvor wurde der Einrunden-Durchschnitt angewendet, keine Runde von DePalma war schneller als der Streckenrekord vom Vorjahr. Das Rennen war der fünfte Lauf zur AAA-Saison 1920. Die Prämie für den Sieger betrug 21.800 US-Dollar (entspricht 2025 ca. 294.900 Euro).

## Das Rennen

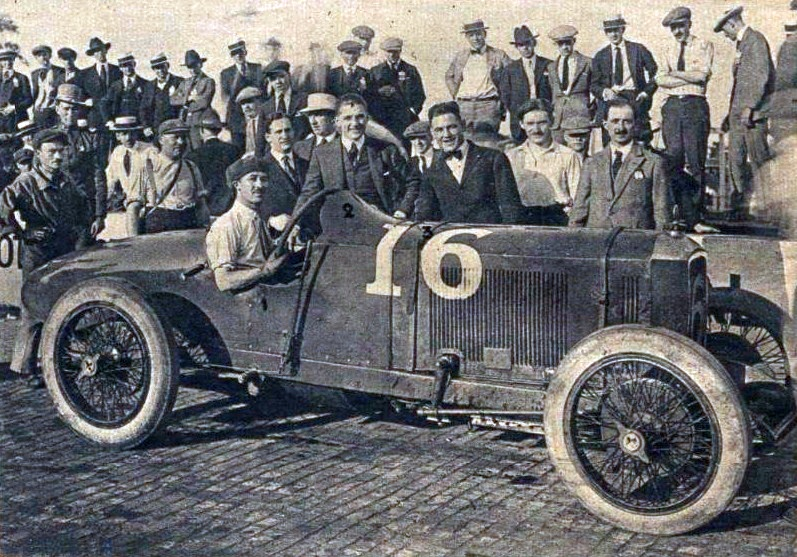
Vor dem Rennstart; Jules Goux im Peugeot

In der 187. Runde blieb der Wagen von Ralph DePalma stehen wegen Treibstoffmangels. DePalma hatte zu diesem Zeitpunkt des Rennens bereits zwei Runden Vorsprung. Sein Beifahrer und Mechaniker eilte zur Box, um einen Kanister Treibstoff zu holen. Sie nahmen das Rennen wieder auf hinter dem neuen Führenden Gaston Chevrolet, dem aber drei Runden vor Schluss ebenfalls der Treibstoff ausging. Chevrolet konnte langsam zur Box rollen und nachtanken. Er blieb in Führung und gewann das Indy 500 in diesem Jahr. Chevrolet gewann das Rennen ohne Reifenwechsel, was man damals für unmöglich hielt.

## Ergebnisse

### Startaufstellung
| Reihe | Innen   | Innen           | Innen Center | Innen Center   | Auẞen Center | Auẞen Center     | Auẞen | Auẞen           |
| ----- | ------- | --------------- | ------------ | -------------- | ------------ | ---------------- | ----- | --------------- |
| 1     | Pacecar | Pacecar         | 2            | Ralph DePalma  | 6            | Joe Boyer        | 3     | Louis Chevrolet |
| 2     | 26      | Jean Chassagne  | 8            | Art Klein      | 4            | Gaston Chevrolet | 5     | Roscoe Sarles   |
| 3     | 7       | Bennett Hill    | 31           | Eddie Hearne   | 9            | Ray Howard       | 10    | Tommy Milton    |
| 4     | 29      | Eddie O’Donnell | 34           | Willie Haupt   | 32           | John Boling      | 12    | Jimmy Murphy    |
| 5     | 17      | André Boillot   | 15           | Pete Henderson | 25           | René Thomas      | 28    | Joe Thomas      |
| 6     | 18      | Howdy Wilcox    | 16           | Jules Goux     | 19           | Jean Porporato   | 33    | Ralph Mulford   |

### Schlussklassement
| Pos. | Nr. | Fahrer                                                                                         | Chassis    | Motor      | Zeit/Rückstand             | Qualifikation ø 4 Rd. mph | Start |
| ---- | --- | ---------------------------------------------------------------------------------------------- | ---------- | ---------- | -------------------------- | ------------------------- | ----- |
| 1    | 4   | Gaston Chevrolet                                                                               | Frontenac  | Frontenac  | 5:38:32.00 Std. 88,618 mph | 91,550                    | 6     |
| 2    | 25  | René Thomas (W)                                                                                | Ballot     | Ballot     | 200                        | 93,950                    | 18    |
| 3    | 10  | Tommy Milton                                                                                   | Duesenberg | Duesenberg | 200                        | 90,200                    | 11    |
| 4    | 12  | Jimmy Murphy (R)                                                                               | Duesenberg | Duesenberg | 200                        | 88,700                    | 15    |
| 5    | 2   | Ralph DePalma (W)                                                                              | Ballot     | Ballot     | 200                        | 99,150                    | 1     |
| 6    | 31  | Eddie Hearne                                                                                   | Duesenberg | Duesenberg | 200                        | 88,050                    | 9     |
| 7    | 26  | Jean Chassagne                                                                                 | Ballot     | Ballot     | 200                        | 95,450                    | 4     |
| 8    | 28  | Joe Thomas (R) abgelöst Art Klein Rd. 105 – 115 abgelöst Harry Thicksten Rd. 116 – 125         | Frontenac  | Frontenac  | 200                        | 92,800                    | 19    |
| 9    | 33  | Ralph Mulford                                                                                  | Mulford    | Duesenberg | 200                        | —                         | 23    |
| 10   | 15  | Pete Henderson abgelöst Tom Alley Rd. 93 – 20                                                  | Duesenberg | Duesenberg | 200                        | 81,150                    | 17    |
| 11   | 32  | John Boling (R) abgelöst Riley Brett Rd. 99 – 199                                              | Brett      | Brett      | 199                        | 81,850                    | 14    |
| 12   | 6   | Joe Boyer abgelöst Ira Vail Rd. 155 – 191                                                      | Frontenac  | Frontenac  | 192 (Unfall)               | 96,900                    | 2     |
| 13   | 9   | Ray Howard abgelöst Aldo Franchi Rd. 41 – 90                                                   | Peugeot    | Peugeot    | 150 (Nockenwelle)          | 84,600                    | 10    |
| 14   | 29  | Eddie O’Donnell                                                                                | Duesenberg | Duesenberg | 149 (Ölleck)               | 88,200                    | 12    |
| 15   | 16  | Jules Goux (W)                                                                                 | Peugeot    | Peugeot    | 148 (Motor)                | 84,300                    | 21    |
| 16   | 34  | Willie Haupt abgelöst Wade Morton Rd. 55 – 111                                                 | Duesenberg | Duesenberg | 146 (Aufhängung)           | 85,480                    | 13    |
| 17   | 7   | Bennett Hill (R) abgelöst Roscoe Sarles Rd. 75 – 115                                           | Frontenac  | Frontenac  | 115 (Unfall)               | 90,550                    | 8     |
| 18   | 3   | Louis Chevrolet abgelöst Salvatore Barbarino Rd. 64 – 79 abgelöst Jerry Wunderlich Rd. 80 – 94 | Frontenac  | Frontenac  | 94 (Lenkung)               | 96,300                    | 3     |
| 19   | 18  | Howdy Wilcox (W)                                                                               | Peugeot    | Peugeot    | 65 (Motor)                 | 88,820                    | 20    |
| 20   | 5   | Roscoe Sarles                                                                                  | Frontenac  | Frontenac  | 58 (Unfall)                | 90,750                    | 7     |
| 21   | 8   | Art Klein                                                                                      | Frontenac  | Frontenac  | 40 (Unfall)                | 92,700                    | 5     |
| 22   | 19  | Jean Porporato                                                                                 | Grégoire   | Grégoire   | 23 (DSQ)                   | 79,980                    | 22    |
| 23   | 17  | André Boillot                                                                                  | Peugeot    | Peugeot    | 16 (Motor)                 | 85,400                    | 16    |

(W) = früherer Gewinner / (R) = Rookie

### Führungsrunden
| Fahrer           | Anzahl |
| ---------------- | ------ |
| Joe Boyer        | 93     |
| Ralph DePalma    | 79     |
| Gaston Chevrolet | 14     |
| René Thomas      | 12     |
| Jean Chassagne   | 1      |
| Art Klein        | 1      |